# جسی کلاین
جسی کلاین (انگلیسی: Jessi Klein؛ زادهٔ ۱۸ اوت ۱۹۷۵) بازیگر، فیلم‌نامه‌نویس، و تهیه‌کننده تلویزیونی اهل ایالات متحده آمریکا است.
از فیلم‌ها یا مجموعه‌های تلویزیونی که وی در آن‌ها نقش داشته‌است، می‌توان به خودمانی با ایمی شومر اشاره نمود.